# Earl of Athlone
Earl of Athlone war ein erblicher britischer Adelstitel, der einmal in der Peerage of Ireland und zweimal in der Peerage of the United Kingdom verliehen wurde. Der Titel ist nach der irischen Stadt Athlone benannt.

## Verleihungen
Der Titel wurde erstmals am 4. März 1692 in der Peerage of Ireland an den niederländischen Heerführer Godert de Ginkell verliehen, zusammen mit dem nachgeordneten Titel Baron Aghrim, of Aghrim in the County of Galway. Dieser hatte in Irland, insbesondere in der Schlacht von Aughrim, bedeutende Siege gegen die Jakobiten errungen. Er hatte bereits die niederländischen Adelstitel Baron van Reede, Vrijheer van Amerongen und Heer van Ginckel en Middachten inne. Seine Familie, die Van Reede, war ursprünglich auf der westfälischen Burg Rhede ansässig gewesen und hatte im 15. Jahrhundert durch Heirat Güter in der niederländischen Overijsselgegend erworben (siehe den Artikel Schloss Rhede). Sein Urenkel, der 5. Earl, wurde am 25. September 1790 als Graf von Reede vom Reichsvikar Kurfürst Karl Theodor von der Pfalz-Bayern in den deutschen Reichsgrafenstand erhoben. Die irischen und deutschen Titel erloschen beim Tod von dessen jüngstem Sohn, dem 9. Earl, am 21. Mai 1844.
Die zweite Verleihung des Titels erfolgte am 24. Mai 1890 in der Peerage of the United Kingdom zugunsten von Prinz Albert Victor, zusammen mit dem übergeordneten Titel Duke of Clarence and Avondale. Er war der älteste Sohn des Kronprinzen Albert Eduard, Prince of Wales, starb jedoch unverheiratet und kinderlos am 14. Januar 1892, noch bevor sein Vater als Eduard VII. König wurde, sodass seine Titel erloschen.
In dritter Verleihung wurde der Titel am 16. Juli 1917 in der Peerage of the United Kingdom für Prinz Alexander von Teck, den Bruder der Königin Maria von Teck geschaffen. Dieser hatte während des Ersten Weltkriegs auf Wunsch des Königs alle seine deutschen Titel abgelegt und am 14. Juli 1917 den Familiennamen Cambridge angenommen. Zusammen mit dem Earldom wurde ihm der nachgeordnete Titel Viscount Trematon verliehen. Sein einziger Sohn, Rupert, bereits 1928 kinderlos gestorben war, erloschen die Titel bei seinem Tod am 16. Januar 1957.

## Liste der Earls of Athlone

Wappen der van Reede, Earls of Athlone (erste Verleihung)

### Earls of Athlone, erste Verleihung (1692)
- Godert de Ginkell, 1. Earl of Athlone (1644–1703)
- Frederick de Ginkell, 2. Earl of Athlone (1668–1719)
- Godert de Ginkell, 3. Earl of Athlone (1716–1736)
- Fredrick de Ginkell, 4. Earl of Athlone (1717–1747)
- Frederick de Ginkell, 5. Earl of Athlone (1743–1808)
- Frederick de Ginkell, 6. Earl of Athlone (1766–1810)
- Renaud de Ginkell, 7. Earl of Athlone (1773–1823)
- George de Ginkell, 8. Earl of Athlone (1820–1843)
- William de Ginkell, 9. Earl of Athlone (1780–1844)

### Earls of Athlone, zweite Verleihung (1890)
- Albert Victor, 1. Duke of Clarence and Avondale, 1. Earl of Athlone (1864–1892)

Wappen des Alexander Cambridge, 1. Earl of Athlone (dritte Verleihung)

### Earls of Athlone, dritte Verleihung (1917)
- Alexander Cambridge, 1. Earl of Athlone (1874–1957)